# ルイス・ブッシュ (アメリカンフットボール)
ルイス・ブッシュ（Lewis Bush 1969年12月2日-2011年12月8日）はジョージア州アトランタ出身のアメリカンフットボール選手。ポジションはラインバッカー。

## 経歴
ワシントン州タコマの高校から、ワシントン州立大学へ進学し、デニス・エリクソンのもとでプレーした。チームは1988年にアロハボウル、1992年にはカッパーボウルに出場した。
1993年のNFLドラフト4巡でサンディエゴ・チャージャーズに指名された。チャージャーズでは1999年まで7シーズンプレーした。
1996年、ストロングサイドのラインバッカーとして全16試合に出場した彼は、シーズン終了後、フリーエージェントとなった。前年36万1000ドルでプレーした彼は、150万ドルを要求、チャージャーズのオファーは100万ドルと報じられ、ボルチモア・レイブンズが彼の獲得に興味を持ったことが報じられたが。その後彼はチャージャーズと4年600万ドルで再契約を結んだ。
2000年にカンザスシティ・チーフスに加入、2002年までの3シーズンプレーした。
現役引退後は、サンディエゴのラジオ局で試合前のコメンテーターを務めていた。
2011年12月8日、心臓発作のため42歳で亡くなった。第29回スーパーボウルに出場したチャージャーズの選手で亡くなったのはデビッド・グリッグス、ロドニー・カルバー、ダグ・ミラー、カーティス・ホイットリー、クリス・ミムズ、ショーン・リーに続いて彼で7人目であった。大学で同時にプレーしたことこそないものの、同じワシントン州立大学出身で同時期にNFLでプレーしたマーク・リッピンは「家族を亡くしたようなもので、このように若くして彼が亡くなったことは悲しい。」と述べた。
2013年7月、彼の未亡人と子どもたちは、脳震盪についてのリスクを十分に選手たちに知らしめていなかったとして、NFLを訴える原告に加わった。家族によると、ブッシュは、現役中及び引退後も脳震盪による鬱病、心筋症、心疾患に悩まされていたという。